# Metoděj Vladimír Vitula
D. Metoděj Vladimír Vitula, O.Praem. (7. června 1921, Kamenice u Jihlavy – 6. dubna 2002, Moravec) byl český (resp. moravský) římskokatolický duchovní, novoříšský premonstrát, perzekvovaný v době komunistického režimu.
Obecnou školu vychodil v Loděnicích u Pohořelic, měšťanskou školu v Pohořelicích. Složil postupové zkoušky do 3. ročníku a začal studovat reálné gymnázium v Moravské Třebové a později v Hranicích. Poté, co bylo toto gymnázium zrušeno, dostudoval na gymnáziu v Brně-Králově Poli. V roce 1941 vstoupil do novoříšského kláštera. Spolu s dalšími řeholníky byl gestapem zatčen 29. května 1942. Po návratu z vězení nastoupil na brněnský teologický institut, na kterém studoval v letech 1943–1945. Po obnovení komunity v Nové Říši nastoupil na bohosloveckou fakultu Univerzity Karlovy, kde roku 1947
dostudoval. Slavné sliby složil 3. ledna 1946. Kněžské svěcení přijal 21. prosince 1947 v kapli brněnského biskupství z rukou biskupa Karla Skoupého. 
Jako novokněz byl ustanoven kaplanem v Nové Říši. Při likvidaci kláštera byl 29. března 1950 byl také zatčen. Státní bezpečnost si od něj slibovala, že by mohl vypovídat v neprospěch obžalovaných. On však jejich nátlaku nepodlehl, a proto při procesu nakonec ani nesvědčil. StB jej proto pro jistotu propustila až po vynesení rozsudku.
Poté byl 14. dubna 1950 byl internován v Broumově a odtud poslán k PTP. Po osmnácti měsících byl propuštěn a nastoupil do pastorace v kostele sv. Cyrila a Metoděje v Brně-Židenicích. Zde působil od 1. února 1952 do 1. srpna 1954, za jeho působení se Židenice staly samostatnou farností. Od roku 1954 byl ustanoven kaplanem v Oslavanech, kde působil tři roky. V roce 1957 byl při stíhání dalších členů řádu odsouzen a uvězněn na dva a půl roku. Zároveň dostal tříletý zákaz veřejné duchovní činnosti. Byl propuštěn na amnestii v roce 1960. Po odpykání trestu začal pracovat
v národním podniku Grafia v Brně, od srpna 1963 pak v Ingstavu Brno. Do duchovní správy se vrátil v létě 1969, když byl 15. července ustanoven administrátorem ve Staré Říši. 
Od roku 1974 působil v Letonicích, v letech 1979 až 1990 v Dražovicích a Letonicích.
Po generální kapitule premonstrátského řádu v červenci 1988 se ujal za starého a nemocného opata Machalky správy novoříšské kanonie. V tomto postavení se staral po listopadu 1989 o navrácení kláštera v Nové Říši, který byl v užívání armády. V únoru 1991 uvolněný klášter převzal. Zasloužil se o návrat premonstrátů do Židenic a na inkorporované fary v okolí novoříšského kláštera. 